# Нёвиль-Сент-Аман
Нёви́ль-Сент-Ама́н (фр. Neuville-Saint-Amand) — коммуна во Франции, находится в регионе Пикардия. Департамент коммуны — Эна. Входит в состав кантона Сен-Кантен-3. Округ коммуны — Сен-Кантен.
Код INSEE коммуны — 02549.

## Население
Население коммуны на 2010 год составляло 893 человека.
| 1962 | 1968 | 1975 | 1982 | 1990 | 1999 | 2010 |
| ---- | ---- | ---- | ---- | ---- | ---- | ---- |
| 819  | 870  | 725  | 732  | 916  | 908  | 893  |

## Экономика
В 2010 году среди 608 человек трудоспособного возраста (15—64 лет) 404 были экономически активными, 204 — неактивными (показатель активности — 66,4 %, в 1999 году было 68,6 %). Из 404 активных жителей работали 355 человек (192 мужчины и 163 женщины), безработных было 49 (26 мужчин и 23 женщины). Среди 204 неактивных 60 человек были учениками или студентами, 87 — пенсионерами, 57 были неактивными по другим причинам.